# الأصول في النحو
الأصول في النحو كتابٌ في النحو العربي، لأبي بكر بن السراج المتوفى سنة (316 هـ)، لهذا الكتاب منزلة خاصة عند النحويين، ولآرائه أهمية كبرى في علم النحو، جمع مؤلفه فيه أبواب النحو والصرف، ورتب فيه مسائل سيبويه أحسن ترتيب، واختصر فيه أصول العربية، وجمع مقاييسها حتى قيل:«ما زال النحو مجنوناً حتى عقله ابن السراج بأصوله». حققه عبد الحسين الفتلي، وطبعته مؤسسة الرسالة في بيروت أربع مرات بثلاثة أجزاء، وجمع فهارسه محمود الطناحي في كتيّبٍ منفصل، ثم حققه محمد عثمان سنة 2009.